# Баяндыр
Баяндыр (туркм. Baýandyr; тур. Bayındır; азерб. Bayandur; также байындыр, баюндур, баялдыр, берендей) —  древнее и средневековое тюркское племя , входившее в состав 24-х изначальных огузо-туркменских племен, которые, согласно средневековым источникам, ведут своё происхождение от внуков родоначальника туркмен Огуз-хана.

## Происхождение
Средневековый тюркский филолог и лексикограф Махмуд аль-Кашгари в своем энциклопедическом словаре тюркского языка Диван лугат ат-Турк упоминанет племя баяндыр в составе 22-х родов огузов-туркмен в форме «баюндур»:
«Огуз — одно из тюркских племен (кабиле), они же туркмены…Они состоят из 22 родов (батн). Третий — Баюндур.».
Историк Государства Хулагуидов Рашид ад-Дин пишет о племени баяндыр как одном из 24 огузо-туркменских племен в своем произведении Огуз-наме:
«Трех младших по возрасту братьев Огуз назначил в левое крыло (войск) и дал им имя учок…Сыновья Гек-хана…Байандур , т. е. всегда живущий в полном довольствии.»
В своей исторической работе Родословная туркмен Хивинский хан и историк XVII в. Абу-л-Гази также сообщает о том, что племя баяндыр было одним из 24-х древних туркменских племен — прямых потомков Огуз-хана:
«Об именах сыновей и внуков Огуз-хана…Имя старшего сына Кок-хана -  Байындыр, второй [сын] - Бечене, третий - Чавулдур, четвертый - Чепни…Значение Байындыр — обладающий мирскими благами…».
О племени баяндыр как одном из древних туркменских племён пишут также такие средневековые историки как Языджы-оглы и Салар-Баба.
Другие версии
Ряд авторов включает племя баяндур (баяндыр) наряду с баяут (баят) и каи в число огузских племён, имеющих монгольское происхождение. Слово «баяндур» переводится как «счастливый и полный благодати» и «богатый» и является множественным числом от монголо-ойратского слова «баян, байн», что означает «богатый», и известно со времён основателя империи хуннов Модэ, который в III веке до н. э. правил племенем Баян. Монгольские Баяуты (баяты) проживают на Алтае, в Западной Монголии и входят в состав ойратов, используя в быту дербетский диалект ойратского языка подвергшегося значительному халхасскому влиянию. Исследователи также отождествляют племена баяндур и баяут с байларами в составе башкир.

## История
Туркменский историк О.Гундогдыев отождествляет гуннское племя бардор с племенем баяндыр. 
Туркменское племя баяндыр было одним из крупных огузских племен, населявших средневековое тюркское государство Кимакский каганат, располагавшееся на территории современного Казахстана и Южной Сибири в IX—XI веках.
Российский и советский историк и востоковед, академик В. В. Бартольд отождествляет тюркское племя берендеев, обитавшее в восточноевропейских степях в XI—XIII веках, с племенем баяндыр:
«После основания тюркской империи преобладание и на западе перешло к огузам, которые приняли участие в движении из Азии в Европу; сюда, может быть, следует отнести движение печенегов … и берендеев (вероятно, огузский род баяндыр).»
Племя баяндыр также стояло во главе созданного в XIV веке крупного туркменского племенного союза Ак-Гоюнлы, который позднее сформировал одноименное государство на территории восточной Анатолии и современного западного Ирана.

## Современные потомки
В настоящее время баяндыры являются подразделением туркменской этнографической группы гёклен (Балканский велаят Туркменистана и Иран), а также в качестве рода входят в состав туркменской этнографической группы чандыр (Туркменистан).

## Топонимия
В результате миграций огузо-туркменских племен в средние века в пределах большой Центральной Азии и Восточной Европы, Южного Кавказа и Среднего Востока, а также Южной Азии, племя баяндыр оставило свои следы в топонимии ряда стран:
- Баяндырой - село в Кёнеургенчском этрапе Дашогузского велаята Туркменистана;

- Багандар - родник в Махтумкулийском этрапе Балканского велаята Туркменистана[11];
- Баяндур — населенный пункт в Ширакской области Армении;
- Баялдыр — село в Туркестанской области Казахстана;
- Баянды — село в Мангистауской области Казахстана;
- Берендеево — село в Ярославской области России;
- Баяндар — город в Индии
- Байиндир — город и район в иле Измир, Турция.

Всего на территории Турции имеется 28 топонимов с названием баяндыр, причем в XVI в. таких было 52. 